# Collina (romanzo)
Collina (Colline) è un romanzo di Jean Giono, pubblicato in Francia nel 1929. È il primo volume di una trilogia, il Ciclo di Pan: seguono Un de Baumugnes (1929) e Regain (1930).
È stato tradotto in ceco, tedesco, giapponese, ungherese, spagnolo, vallone, cinese, svedese, ebraico, arabo e inglese, oltre che in italiano.

## Trama
La vicenda si svolge all'inizio del XX secolo, in Alta Provenza, sulla sommità di una collina dove stanno quattro case. Il posto è chiamato I Masi, ed è nell'area di Manosque.
Gli abitanti dei Masi vivono coltivando la terra e sono nel complesso autosufficienti. Solo periodicamente vanno al mercato e quasi mai dal medico.
Un giorno però, l'ottantenne Janet, suocero di Gondran, comincia a delirare. Immediatamente gli tolgono gli alcolici e lo mettono a letto, ma la cosa è grave e il medico consultato dice di lasciarlo sfogare e di attendere la fine, che sarà prossima.
Invece accade che una serie di disgrazie si abbatte sulla minuscola comunità: un temporale terrificante, che può distruggere i raccolti; la fontana che si secca, senza che si trovi il motivo; una malattia che colpisce una bimba degli Arbaud e che nessuno riesce a domare; infine il fuoco che, partito da un luogo abbandonato, nelle vicinanze, progredisce e obbliga gli abitanti dei Masi a una lotta disperata. 
E il vecchio Janet continua a vivere, a delirare, a profetizzare la distruzione di tutti loro, per presunte colpe verso la terra, a suo giudizio, violentata e non trattata col riguardo che ci vuole, come pure gli animali, le piante, che non dovrebbero essere mai stroncati. E gode nel dire che se li porterà dietro tutti, come un re.
Allora un terrore nutrito anche di superstizioni si fa strada nelle menti degli uomini che sentono in Jaume un capo naturale. Egli cerca di farsi dire dal vecchio Janet il segreto per recuperare la pace, inutilmente.
Così gli uomini dei Masi arrivano alla conclusione che il responsabile è Janet e che bisogna ucciderlo. Sono già pronti. E proprio allora il vecchio muore, liberandoli dal loro piano.
Ma Janet non è l'unico che tornerà alla terra madre. Il ragazzo Gagù si è perso nel fuoco, inseguendo un qualche suo sogno. E anch'egli viene sepolto dai superstiti. E presto ritornano pace e serenità.

## Personaggi
Gli abitanti dei Masi sono i soli personaggi del libro, tredici in tutto:
- I Gondran (Médéric e Marguerite) con il suocero Janet Ricard;
- Gli Arbaud (Aphrodis, Babette e due bambine);
- I Maurras (César, Madelon, mamma anziana e un ragazzo);
- Alexandre Jaume con la figlia Ulalie;
- Gagù, un ragazzo ritenuto idiota;

## Edizioni in italiano
- Collina, trad. di Francesco Bruno, Parma, Guanda, 1998, ISBN 978-88-774-6957-1; Savona-Milano, Pentagora, 2015, ISBN 978-88-981-8726-3.